# ¿Por qué no estas aquí?
"¿Por qué no estas aquí?" es una canción grabada e interpretada por la cantante y compositora mexicana de rock Alejandra Guzmán lanzado en 2009 por la discográfica EMI Music como el segundo y último sencillo de su decimotercer álbum de estudio Único. La canción fue escrita por la cantante junto con Jose Luis Pagán.
Hay una versión en vivo que cantó con la banda de rock Moderatto en su álbum 20 años en el Palacio de los Deportes de la CDMX en 2011.

## Posicionamiento en listas
| Lista (2010)                     | Posición |
| -------------------------------- | -------- |
| Billboard Latin Pop Airplay      | 32       |
| Billboard Mexico Airplay         | 6        |
| Billboard Mexico Espanol Airplay | 4        |